# Hákon Arnar Haraldsson
Hákon Arnar Haraldsson (Raufoss, 10 aprile 2003) è un calciatore islandese, centrocampista del Lilla e della nazionale islandese.

## Biografia
Hákon Arnar è nato in una famiglia di calciatori. I suoi genitori, Haraldur Ingólfsson e Jónína Víglundsdóttir sono ex giocatori della nazionale. Anche suo fratello Tryggvi Hrafn è un calciatore professionista.

## Carriera

### Club
Hákon Arnar è cresciuto nel settore giovanile del club islandese ÍA. Ha fatto il suo debutto in prima squadra per il club il 26 febbraio 2019 in una vittoria per 6-0 in coppa di Lega contro lo Stjarnan.
Nel giugno del 2019, Hákon Arnar è entrato a far parte del settore giovanile del Copenhagen. Il 21 maggio 2021, il club ha annunciato la firma di un nuovo contratto con il club fino a giugno 2026. Ha esordito in prima squadra con il club il 29 luglio 2021 nella vittoria per 5-0 in UEFA Europa Conference League contro la Torpedo-BelAZ Zhodino.
Il 17 luglio 2023 viene acquistato dal Lilla.

### Nazionale
Hákon Arnar attualmente gioca nella nazionale Under-21 islandese. Il 2 settembre 2021 segna una doppietta nella vittoria per 2-1 della sua squadra contro la Bielorussia nella fase di qualificazione agli europei U-21.
Il 2 giugno 2022 esordisce in nazionale maggiore nel pareggio per 2-2 contro Israele in Nations League.

## Statistiche

### Presenze e reti nei club
Aggiornate al 25 maggio 2025.
| Stagione          | Squadra           | Campionato        | Campionato | Campionato | Coppe nazionali | Coppe nazionali | Coppe nazionali | Coppe continentali | Coppe continentali | Coppe continentali | Altre coppe | Altre coppe | Altre coppe | Totale | Totale |
| Stagione          | Squadra           | Comp              | Pres       | Reti       | Comp            | Pres            | Reti            | Comp               | Pres               | Reti               | Comp        | Pres        | Reti        | Pres   | Reti   |
| ----------------- | ----------------- | ----------------- | ---------- | ---------- | --------------- | --------------- | --------------- | ------------------ | ------------------ | ------------------ | ----------- | ----------- | ----------- | ------ | ------ |
| 2019              | ÍA Akraness       | UD                | 0          | 0          | CdL             | 2               | 0               | -                  | -                  | -                  | -           | -           | -           | 2      | 0      |
| 2020-2021         | Copenaghen        | SL                | 0          | 0          | CD              | -               | -               | -                  | -                  | -                  | -           | -           | -           | 0      | 0      |
| 2021-2022         | Copenaghen        | SL                | 4+7        | 1+3        | CD              | -               | -               | UECL               | 4                  | 0                  | -           | -           | -           | 15     | 4      |
| 2022-2023         | Copenaghen        | SL                | 21+8       | 4          | CD              | 6               | 0               | UCL                | 8                  | 1                  | -           | -           | -           | 43     | 5      |
| Totale Copenaghen | Totale Copenaghen | Totale Copenaghen | 25+15      | 5+3        |                 | 6               | 0               |                    | 12                 | 1                  |             | -           | -           | 58     | 9      |
| 2023-2024         | Lille             | L1                | 26         | 2          | CF              | 2               | 3               | UECL               | 10                 | 0                  | -           | -           | -           | 38     | 5      |
| 2024-2025         | Lille             | L1                | 25         | 5          | CF              | 3               | 1               | UCL                | 10                 | 2                  | -           | -           | -           | 38     | 8      |
| Totale Lille      | Totale Lille      | Totale Lille      | 51         | 7          |                 | 5               | 4               |                    | 20                 | 2                  |             | -           | -           | 76     | 13     |
| Totale carriera   | Totale carriera   | Totale carriera   | 91         | 15         |                 | 13              | 4               |                    | 32                 | 3                  |             | -           | -           | 136    | 22     |

### Cronologia presenze e reti in nazionale
| Cronologia completa delle presenze e delle reti in nazionale ― Islanda | Cronologia completa delle presenze e delle reti in nazionale ― Islanda | Cronologia completa delle presenze e delle reti in nazionale ― Islanda | Cronologia completa delle presenze e delle reti in nazionale ― Islanda | Cronologia completa delle presenze e delle reti in nazionale ― Islanda | Cronologia completa delle presenze e delle reti in nazionale ― Islanda | Cronologia completa delle presenze e delle reti in nazionale ― Islanda | Cronologia completa delle presenze e delle reti in nazionale ― Islanda |
| Data                                                                   | Città                                                                  | In casa                                                                | Risultato                                                              | Ospiti                                                                 | Competizione                                                           | Reti                                                                   | Note                                                                   |
| ---------------------------------------------------------------------- | ---------------------------------------------------------------------- | ---------------------------------------------------------------------- | ---------------------------------------------------------------------- | ---------------------------------------------------------------------- | ---------------------------------------------------------------------- | ---------------------------------------------------------------------- | ---------------------------------------------------------------------- |
| 2-6-2022                                                               | Haifa                                                                  | Israele                                                                | 2 – 2                                                                  | Islanda                                                                | UEFA Nations League 2022-2023 - 1º turno                               | -                                                                      | 78’                                                                    |
| 6-6-2022                                                               | Reykjavik                                                              | Islanda                                                                | 1 – 1                                                                  | Albania                                                                | UEFA Nations League 2022-2023 - 1º turno                               | -                                                                      | 62’                                                                    |
| 13-6-2022                                                              | Reykjavik                                                              | Islanda                                                                | 2 – 2                                                                  | Israele                                                                | Amichevole                                                             | -                                                                      | 69’                                                                    |
| 22-9-2022                                                              | Vienna                                                                 | Venezuela                                                              | 0 – 1                                                                  | Islanda                                                                | Amichevole                                                             | -                                                                      | 58’                                                                    |
| 27-9-2022                                                              | Tirana                                                                 | Albania                                                                | 1 – 1                                                                  | Islanda                                                                | UEFA Nations League 2022-2023 - 1º turno                               | -                                                                      | 69’                                                                    |
| 16-11-2022                                                             | Kaunas                                                                 | Lituania                                                               | 0 – 0                                                                  | Islanda                                                                | Amichevole                                                             | -                                                                      | 75’                                                                    |
| 19-11-2022                                                             | Riga                                                                   | Lettonia                                                               | 0 – 0                                                                  | Islanda                                                                | Amichevole                                                             | -                                                                      | 76’                                                                    |
| 23-3-2023                                                              | Zenica                                                                 | Bosnia ed Erzegovina                                                   | 3 – 0                                                                  | Islanda                                                                | Qual. Euro 2024                                                        | -                                                                      | 17’                                                                    |
| 26-3-2023                                                              | Vaduz                                                                  | Liechtenstein                                                          | 0 – 7                                                                  | Islanda                                                                | Qual. Euro 2024                                                        | 1                                                                      |                                                                        |
| 17-6-2023                                                              | Reykjavík                                                              | Islanda                                                                | 1 – 2                                                                  | Slovacchia                                                             | Qual. Euro 2024                                                        | -                                                                      | 63’                                                                    |
| 20-6-2023                                                              | Reykjavík                                                              | Islanda                                                                | 0 – 1                                                                  | Portogallo                                                             | Qual. Euro 2024                                                        | -                                                                      | 79’                                                                    |
| 8-9-2023                                                               | Lussemburgo                                                            | Lussemburgo                                                            | 3 – 1                                                                  | Islanda                                                                | Qual. Euro 2024                                                        | 1                                                                      | 56’                                                                    |
| 11-9-2023                                                              | Reykjavík                                                              | Islanda                                                                | 1 – 0                                                                  | Bosnia ed Erzegovina                                                   | Qual. Euro 2024                                                        | -                                                                      |                                                                        |
| 13-10-2023                                                             | Reykjavík                                                              | Islanda                                                                | 1 – 1                                                                  | Lussemburgo                                                            | Qual. Euro 2024                                                        | -                                                                      |                                                                        |
| 16-10-2023                                                             | Reykjavík                                                              | Islanda                                                                | 4 – 0                                                                  | Liechtenstein                                                          | Qual. Euro 2024                                                        | 1                                                                      |                                                                        |
| 21-3-2024                                                              | Budapest                                                               | Israele                                                                | 1 – 4                                                                  | Islanda                                                                | Qual. Euro 2024                                                        | -                                                                      |                                                                        |
| 26-3-2024                                                              | Breslavia                                                              | Ucraina                                                                | 2 – 1                                                                  | Islanda                                                                | Qual. Euro 2024                                                        | -                                                                      | 21’ 87’                                                                |
| 7-6-2024                                                               | Londra                                                                 | Inghilterra                                                            | 0 – 1                                                                  | Islanda                                                                | Amichevole                                                             | -                                                                      | 79’ 83’                                                                |
| 10-6-2024                                                              | Rotterdam                                                              | Paesi Bassi                                                            | 4 – 0                                                                  | Islanda                                                                | Amichevole                                                             | -                                                                      | 84’                                                                    |
| 20-3-2025                                                              | Pristina                                                               | Kosovo                                                                 | 2 – 1                                                                  | Islanda                                                                | UEFA Nations League 2024-2025 - Play-off                               | -                                                                      |                                                                        |
| 6-6-2025                                                               | Glasgow                                                                | Scozia                                                                 | 1 – 3                                                                  | Islanda                                                                | Amichevole                                                             | -                                                                      | Cap.                                                                   |
| 10-6-2025                                                              | Belfast                                                                | Irlanda del Nord                                                       | 1 – 0                                                                  | Islanda                                                                | Amichevole                                                             | -                                                                      | Cap. 84’                                                               |
| Totale                                                                 |                                                                        | Presenze                                                               | 22                                                                     |                                                                        | Reti                                                                   | 3                                                                      |                                                                        |

| Cronologia completa delle presenze e delle reti in nazionale ― Islanda under 21 | Cronologia completa delle presenze e delle reti in nazionale ― Islanda under 21 | Cronologia completa delle presenze e delle reti in nazionale ― Islanda under 21 | Cronologia completa delle presenze e delle reti in nazionale ― Islanda under 21 | Cronologia completa delle presenze e delle reti in nazionale ― Islanda under 21 | Cronologia completa delle presenze e delle reti in nazionale ― Islanda under 21 | Cronologia completa delle presenze e delle reti in nazionale ― Islanda under 21 | Cronologia completa delle presenze e delle reti in nazionale ― Islanda under 21 |
| Data                                                                            | Città                                                                           | In casa                                                                         | Risultato                                                                       | Ospiti                                                                          | Competizione                                                                    | Reti                                                                            | Note                                                                            |
| ------------------------------------------------------------------------------- | ------------------------------------------------------------------------------- | ------------------------------------------------------------------------------- | ------------------------------------------------------------------------------- | ------------------------------------------------------------------------------- | ------------------------------------------------------------------------------- | ------------------------------------------------------------------------------- | ------------------------------------------------------------------------------- |
| 13-10-2020                                                                      | Esch-sur-Alzette                                                                | Lussemburgo under 21                                                            | 0 – 2                                                                           | Islanda under 21                                                                | Qual. Europeo Under-21 2021                                                     | -                                                                               | 77’                                                                             |
| 2-9-2021                                                                        | Brėst                                                                           | Bielorussia under 21                                                            | 1 – 2                                                                           | Islanda under 21                                                                | Qual. Europeo Under-21 2023                                                     | 2                                                                               | 5’ 65’                                                                          |
| 7-9-2021                                                                        | Reykjavík                                                                       | Islanda under 21                                                                | 1 – 1                                                                           | Grecia under 21                                                                 | Qual. Europeo Under-21 2023                                                     | -                                                                               | 81’                                                                             |
| 12-11-2021                                                                      | Eschen                                                                          | Liechtenstein under 21                                                          | 0 – 3                                                                           | Islanda under 21                                                                | Qual. Europeo Under-21 2023                                                     | -                                                                               | 63’                                                                             |
| 16-11-2021                                                                      | Tripoli                                                                         | Grecia under 21                                                                 | 1 – 0                                                                           | Islanda under 21                                                                | Qual. Europeo Under-21 2023                                                     | -                                                                               | 39’                                                                             |
| Totale                                                                          |                                                                                 | Presenze                                                                        | 5                                                                               |                                                                                 | Reti                                                                            | 2                                                                               |                                                                                 |

## Palmarès

### Club

#### Competizioni nazionali
- Campionato danese: 2

Copenhagen: 2021-2022, 2022-2023
- Coppa di Danimarca: 1

Copenhagen: 2022-2023